# Мануель Руїс Соррілья
Мануель Руїс Соррілья (ісп. Manuel Ruiz Zorrilla; 22 березня 1833—13 червня 1895) — іспанський правник, державний і політичний діяч, двічі очолював уряд Іспанії.

## Кар'єра
1856 року був обраний до лав кортесів. 1866 за участь у заворушеннях був вигнаний з країни. 1868 року, після повалення королеви Ізабелли, отримав пост міністра торгівлі, народної просвіти та громадських робіт. 1869 року став міністром юстиції, а в січні 1870 був обраний головою кортесів.
У той же період сприяв обранню на іспанський престол принца Амадея Савойського, за правління якого він спочатку був міністром релігії та народної просвіти, а 25 липня 1871 року вперше очолив уряд, одночасно зайнявши пост міністра внутрішніх справ. Утім, вже 3 жовтня того ж року Соррілья втратив посаду. У червні наступного року знову сформував свій кабінет, марно намагаючись укріпити владу Амадея, після зречення якого виїхав за кордон.
Незадовго до смерті повернувся на батьківщину, відмовившись від політичної діяльності.